# Мартін Странка
Мартін Странка (13 квітня 1984, Прага) — чеський фотограф.

## Біографія та творчість
За останні три роки він виборов більше 40 престижних міжнародних нагород з фотографії, серед яких Professional Photographer of the Year, Emerging Talent Award на Міжнародному конкурсі Nikon, Sony World Photography Awards, а EISA Photo Maestro та Digital Photographer of the Year Мартін отримав два рази підряд.
Персональні та групові виставки Странки за кілька років його роботи відбулися у країнах Південної та Північної Америки, Європи та Азії. Зокрема, фотографії майстра можна було побачити в Нью-Йорку, Лос-Анджелесі, Токіо, Мілані, Лондоні, Маямі, Парижі, Дубаї, Німеччині, Празі, Брюсселі, Північній Кароліні, Гон-Конгу, Києві, Відні та багато ін.
Роботи Странки виставлялися в найпрестижніших галереях: Getty Images Gallery, Saatchi Gallery та Robert Fontaine Gallery. Його фото гордо висіли поряд з роботами Енді Уорхола, Енні Лєбовітц, Бенксі, Деміена Хьорста, Хельмута Ньютона, Альберта Уотсона та Роксани Лоуіт.
Роботи Странки прикрашають мережу готелів Hilton, обкладинки для книжок великих видавництв Harper Collins, Lauren Oliver та багатьох інших.